# Big Stone Gap
Big Stone Gap é uma cidade  localizada no estado norte-americano de Virginia, no Condado de Wise.

## Demografia
Segundo o censo norte-americano de 2000, a sua população era de 4856 habitantes.
Em 2006, foi estimada uma população de 5698, um aumento de 842 (17.3%).

## Geografia
De acordo com o United States Census Bureau tem uma área de
12,6 km², dos quais 12,6 km² cobertos por terra e 0,0 km² cobertos por água. Big Stone Gap localiza-se a aproximadamente 459 m acima do nível do mar.

## Localidades na vizinhança
O diagrama seguinte representa as localidades num raio de 20 km ao redor de Big Stone Gap.